# Layan Loor
Layan Manuel Loor Requelme (Lago Agrio, Ecuador, 23 de mayo de 2001) es un futbolista ecuatoriano. Juega de defensa y su equipo actual es Independiente del Valle de la Serie A de Ecuador.

## Trayectoria
Comenzó su trayectoria en el fútbol formativo bajo la guía de Pedro Pablo Perlaza en Lago Agrio. A los 17 años, impulsado por Perlaza, decidió buscar oportunidades en clubes de primera división. Durante este periodo, se probó en equipos importantes del país como Liga Deportiva Universitaria, Barcelona, Aucas, Deportivo Quito, El Nacional, Emelec y Toreros, sin ser aceptado en ninguno de ellos.
En 2018, tras siete intentos fallidos, se probó en la Universidad Católica, donde fue seleccionado por el entonces entrenador de las categorías formativas, Miguel Rondelli, entre 50 aspirantes. Inicialmente, se desempeñaba como extremo por izquierda, pero decidió presentarse como lateral izquierdo, una posición más demandada por los entrenadores.
En 2020 y 2021, fue cedido al América de Quito en la Serie B, gracias a un convenio entre las directivas de ambos clubes, donde debutó como futbolista profesional.
En 2022, regresó a la Universidad Católica, logrando participar en 28 de los 30 partidos del campeonato nacional y anotando sus dos primeros goles en primera división contra Técnico Universitario por la fecha 10 de la primera etapa (victoria 4-1) y Orense por la fecha 11 de la segunda etapa (victoria 2-0). En ese mismo año, debutó en competencias internacionales, jugando en la Copa Libertadores y la Copa Sudamericana.
El 23 de diciembre de 2024, fue confirmado como nuevo refuerzo de Independiente del Valle para la temporada 2025.

## Selección nacional

### Inferiores
Participó en el Torneo Preolímpico Sudamericano Sub-23 de 2024 en Venezuela, donde jugó cuatro partidos sin anotar goles. En aquel certamen su selección quedó eliminada en la primera fase.

#### Participaciones en Sudamericanos
| Campeonato                              | Sede      | Resultado    | Partidos | Goles |
| --------------------------------------- | --------- | ------------ | -------- | ----- |
| Preolímpico Sudamericano Sub-23 de 2024 | Venezuela | Primera fase | 4        | 0     |

### Absoluta
El 29 de mayo de 2024, fue incluido en la lista de 26 futbolistas convocados por Félix Sánchez Bas para su participación en la Copa América 2024.

#### Participaciones en Copa América
| Copa              | Sede           | Resultado        | Partidos | Goles |
| ----------------- | -------------- | ---------------- | -------- | ----- |
| Copa América 2024 | Estados Unidos | Cuartos de final | 0        | 0     |

#### Partidos internacionales
Actualizado al último partido disputado el 12 de junio de 2024.
| \| N.° \| Fecha \| Ciudad \| Rival \| Resultado \| Resultado \| Competencia \| \| --- \| ------------------- \| ------- \| ------- \| --------- \| --------- \| ----------- \| \| 1. \| 12 de junio de 2024 \| Chester \| Bolivia \| 3-1 \| Victoria \| Amistoso \| |                     |         |         |           |           |             |
| N.° | Fecha               | Ciudad  | Rival   | Resultado | Resultado | Competencia |
| 1. | 12 de junio de 2024 | Chester | Bolivia | 3-1       | Victoria  | Amistoso    |

## Estadísticas

### Clubes
Actualizado al último partido disputado el 18 de julio de 2025.
| Club                              | Div.          | Temporada     | Liga  | Liga  | Copas nacionales | Copas nacionales | Copas internacionales | Copas internacionales | Total | Total |
| Club                              | Div.          | Temporada     | Part. | Goles | Part.            | Goles            | Part.                 | Goles                 | Part. | Goles |
| --------------------------------- | ------------- | ------------- | ----- | ----- | ---------------- | ---------------- | --------------------- | --------------------- | ----- | ----- |
| América de Quito · Ecuador        | 2.ª           | 2020          | 4     | 0     | —                | —                | —                     | —                     | 4     | 0     |
| América de Quito · Ecuador        | 2.ª           | 2021          | 34    | 0     | —                | —                | —                     | —                     | 34    | 0     |
| América de Quito · Ecuador        | Total club    | Total club    | 38    | 0     | 0                | 0                | 0                     | 0                     | 38    | 0     |
| Universidad Católica · Ecuador    | 1.ª           | 2022          | 28    | 2     | 1                | 0                | 7                     | 0                     | 36    | 2     |
| Universidad Católica · Ecuador    | 1.ª           | 2023          | 26    | 0     | —                | —                | 2                     | 0                     | 28    | 0     |
| Universidad Católica · Ecuador    | 1.ª           | 2024          | 28    | 1     | 4                | 1                | 9                     | 0                     | 41    | 2     |
| Universidad Católica · Ecuador    | Total club    | Total club    | 82    | 3     | 5                | 1                | 18                    | 0                     | 105   | 4     |
| Independiente del Valle · Ecuador | 1.ª           | 2025          | 14    | 0     | 0                | 0                | 7                     | 0                     | 21    | 0     |
| Independiente del Valle · Ecuador | Total club    | Total club    | 14    | 0     | 0                | 0                | 7                     | 0                     | 21    | 0     |
| Total carrera                     | Total carrera | Total carrera | 134   | 3     | 5                | 1                | 25                    | 0                     | 164   | 4     |
| 1. 2.                             |               |               |       |       |                  |                  |                       |                       |       |       |